# Demmler Verlag
Der Demmler Verlag ist ein Verlag mit Sitz in Mecklenburg-Vorpommern mit einem regionalen Programm. Er wurde 1990 von Margot Krempien in Schwerin gegründet und gehört heute zur Verlagsgruppe grünes herz. Die inhaltlichen Schwerpunkte sind Kultur- und Landesgeschichte, Belletristik, Sachbücher, Natur und Umwelt sowie Reisetitel mit regionaler Ausrichtung. Der Verlag wurde nach Georg Adolf Demmler benannt.
Seit 2002 bildete der Demmler Verlag zusammen mit dem Verlag grünes herz aus Ilmenau die Verlagsgruppe grünes herz. Aus dem Grundanliegen, Regionalia zu veröffentlichen – das Land Mecklenburg-Vorpommern den Touristen und Besuchern nahe zu bringen – wurde ein Buchprogramm herausgearbeitet. Die inhaltlichen Schwerpunkte sind Kultur- und Landesgeschichte, Belletristik, Sachbücher, Natur und Umwelt, Reisetitel. Zu den ersten Autoren des Demmler Verlages gehörten unter anderem Tom Crepon, Ditte Clemens, Brigitte Birnbaum, Jürgen Borchert, Herbert Ewe und Rolf Reinicke.

## Geschichte
1998 wurde in Schwerin eine kleine Verlagsbuchhandlung mit dem Schwerpunkt Regionalia Mecklenburg-Vorpommern eröffnet, sie bestand bis 2001.
2002 wurde der Demmler Verlag unter Lutz Gebhardt als Demmler Verlag GmbH neugegründet und mit dessen Kartenverlag grünes herz „synergetisch“ verknüpft. Bestehende Reihen wurden über ihren norddeutschen Kern hinaus ausgebaut und neue Reihen ohne regionalen Bezug gestartet.
Im Sommer 2009 verlegte der Verlag seinen Sitz von der Landeshauptstadt Schwerin nach Ribnitz-Damgarten.

## Verlagsprogramm
Ein Schwerpunkt ist der Regionalbezug zu Mecklenburg-Vorpommern. Das Programm umfasst circa 80 lieferbare Titel. Dazu zählen Bildbände der Fotografen Rolf Reinicke und Rico Nestmann zu Küstenlandschaften, -regionen, -städten und zu Themen wie Tieren und Vögeln der Ostsee. Weiterhin legt der Verlag eine kulturhistorische, mehrbändige Reihe auf mit Werken Heinrich Seidel, Alexandrine, Mecklenburgs Großherzöge und eine Ernst-Barlach-Reihe von Brigitte Birnbaum, Ditte Clemens und Tom Crepon. Zum größten Erfolg des Verlages wurde das 2007 erstmals erschienene Buch Steine am Ostseestrand von Rolf Reinicke. In den folgenden Jahren erschienen in der Reihe Funde am Ostseestrand, Feuersteine und Hühnergötter, Nordseefunde, Kliff und Strand und Steine in Norddeutschland.